# He Miao
 (février 2014).
Si vous disposez d'ouvrages ou d'articles de référence ou si vous connaissez des sites web de qualité traitant du thème abordé ici, merci de compléter l'article en donnant les références utiles à sa vérifiabilité et en les liant à la section « Notes et références ».
He Miao (133 - 22 septembre 189) Demi-frère aîné de l'impératrice He, Intendant du Henan et général de cavalerie et des chars, il défait les bandits de Rongyang. Complice des eunuques il et plus tard tué par un officier de He Jin, Wu Kuang.